# Proctordichte
Die Proctordichte ({\displaystyle \rho _{pr}}) ist ein Begriff aus Geotechnik, Bauwesen und Geologie und bezeichnet die höchste unter definierter Verdichtungsarbeit erreichbare Dichte eines Bodens, die sich im genormten Versuch (Proctorversuch nach DIN 18127) bei optimalem Wassergehalt einstellt. Sie ist allerdings nicht die grundsätzlich höchste Dichte, die ein Boden einnehmen kann; dies wird jedoch oft fälschlicherweise so angenommen oder formuliert.
Der Proctorversuch wurde im August 1933 von dem amerikanischen Bauingenieur Ralph R. Proctor eingeführt.
Die verbleibende Verminderung des Porenanteiles bzw. die bleibende Erhöhung der Trockendichte eines Bodens wird Verdichtung genannt. Dabei wird kaum eine volle Sättigung erreicht und die Trockendichte bleibt unterhalb der Sättigungslinie {\displaystyle S_{r}=1{,}0}.
Die Trockendichte, die bei einem vorgegebenen Boden erzielt wird, ist außer vom Wassergehalt {\displaystyle w} auch von der geleisteten Verdichtungsarbeit und einer bestimmten Verdichtungsart abhängig.

## Proctorversuch
Einer Bodenprobe, deren Trockenrohdichte {\displaystyle \rho _{d}} zuvor ermittelt wurde, wird in einem definierten Gefäß (Proctortopf oder Proctor-Verdichtungsgerät) nach einem festgelegten Arbeitsverfahren vordefinierte Energie über einen Proctorverdichter (Fallgewicht mit Führungs-/Griffstange) zugeführt und anschließend die erzielte Dichte ermittelt.
Der Versuch wird mindestens fünfmal mit unterschiedlichen Wassergehalten durchgeführt. Trägt man nun die erzielten Dichten über den zugehörigen Wassergehalt {\displaystyle w} auf, ergibt sich eine Kurve, die zunächst ansteigt, ein Maximum erreicht und dann wieder abfällt. Das Maximum dieser Kurve ist die Proctordichte {\displaystyle \rho _{pr}} des Bodens mit zugehörigem optimalen Wassergehalt {\displaystyle w_{pr}}. Hierbei wird ein deutlicher Zusammenhang zwischen Verdichtbarkeit und Wassergehalt sichtbar.
Der Verdichtungsgrad {\displaystyle D_{pr}} lässt sich folgendermaßen ausdrücken:
{\displaystyle D_{pr}={\frac {\rho _{d}}{\rho _{pr}}}\cdot 100\,\%}
Der Verdichtungsgrad wird also in Prozent der beim Proctorversuch maximal möglichen Dichte angegeben. Er dient als Bezugswert für die Lagerungsdichte, die man auf einer Baustelle erreichen kann oder erreicht hat. Durch gegenüber dem genormten Proctorversuch erhöhte Verdichtungsleistungen sind auch Proctordichten von über 100 % erreichbar. Häufig wird – in Abhängigkeit von der Bodenart – ein Verdichtungsgrad von mindestens 95 % oder mehr (bis 103 %) verlangt. Die im Erdbau erforderlichen Verdichtungsgrade sind im Übrigen in der ZTV E-StB (Zusätzliche Technischen Vertragsbedingungen und Richtlinien für Erdarbeiten im Straßenbau) angegeben.
Das Ziel dieses Prüfungsverfahrens ist, den Anteil der dritten Phase (Luft) des Dreiphasensystems eines Bodens (Luft, Wasser, Feststoff) auf ein Minimum zu reduzieren. Dieses geschieht beim Verdichten durch eine Verringerung des Porenraums durch „Zusammenschieben (Verdichten)“ der Feststoffteilchen und Füllen der verbliebenen Poren mit Wasser (stetige Erhöhung des Wassergehaltes). Die Erhöhung der Trockendichte durch Wassergehaltssteigerung resultiert auch aus einer deutlichen Verringerung der Reibungskräfte zwischen den Feststoffteilchen – das Wasser wirkt quasi als „Gleitmittel“, so dass sich die festgelegte, gleichbleibende Verdichtungsenergie bei höheren Wassergehalten besser auswirkt. Dieser Effekt kippt, sobald der optimale Wassergehalt überschritten und ein ungünstig hoher Wassergehalt erreicht wird. Die eingebrachte Verdichtungsenergie wirkt sich dann nicht mehr in einer dichteren Ablagerung der Körner aus, sondern geht in die überschüssige Wassermenge ein, so dass beim Verdichten Wasser austritt oder herausspritzt.

## Versuchsaufbau und Beispiel
Ein Kiessand (bis 10 mm Korngröße) wird nacheinander mit 6, 7, 8, 9, 10 und 11 % Wassergehalt untersucht. Dabei werden im vorgeschriebenen Zylinder von 10 cm Durchmesser jeweils etwa 2 kg Boden in drei Schichten eingefüllt. Jede Schicht wird mit 25 Schlägen eines 2,5 kg schweren Stampfers von 5 cm Durchmesser aus 30 cm Fallhöhe verdichtet. Für jede Probe wird anschließend die Trockendichte (Quotient aus Trockenmasse und Volumen) ermittelt und in einem Kurvendiagramm (x‑Achse = Wassergehalt in % ; y‑Achse = gerechnete Trockendichte in t/m³ oder g/cm³) aufgezeichnet.
Daraus ergibt sich der zum Verdichten optimale Wassergehalt; die höchste Trockendichte kann bei einem Kiessand z. B. bei 2,12 t/m³ (g/cm³) und der Wassergehalt bei 7 % liegen.